# Coleoxestia nitida
Coleoxestia nitida es una especie de escarabajo longicornio del género Coleoxestia, tribu Cerambycini, subfamilia Cerambycinae. Fue descrita científicamente por Bates en 1872.

## Descripción
Mide 24-42 milímetros de longitud.

## Distribución
Se distribuye por Bolivia, Brasil, Colombia, Costa Rica, Ecuador, Guatemala, Honduras, México, Nicaragua y Panamá.